# Saint-Martin-d'Heuille
Saint-Martin-d'Heuille är en kommun i departementet Nièvre i regionen Bourgogne-Franche-Comté i de centrala delarna av Frankrike. Kommunen ligger i kantonen Guérigny som tillhör arrondissementet Nevers. År 2022 hade Saint-Martin-d'Heuille 556 invånare.

## Befolkningsutveckling
Antalet invånare i kommunen Saint-Martin-d'Heuille
| Referens: INSEE |